# 日本貨物鉄道北海道支社
日本貨物鉄道北海道支社（にほんかもつてつどうほっかいどうししゃ）は、日本貨物鉄道（JR貨物）の支社の一つ。所在地は、北海道札幌市中央区北11条西15丁目1番1号。
国鉄時代の北海道総局ならびに旭川鉄道管理局・釧路鉄道管理局・青函船舶鉄道管理局における貨物部門の流れを汲み、北海道旅客鉄道（JR北海道）のエリア内における鉄道貨物輸送を管轄する。

## 営業支店・営業所所在地
- 営業支店
  - 道央支店 - 所在地：北海道札幌市白石区流通センター3-1-48
  - 道東支店 - 所在地：北海道帯広市西20条南1丁目
  - 道北支店 - 所在地：北海道旭川市流通団地1条5丁目

- 営業所
  - 釧路営業所 - 所在地：北海道釧路市新富士町3丁目1
  - 北見営業所 - 所在地：北海道北見市大通東1丁目
  - 苫小牧営業所 - 所在地：北海道苫小牧市船見町1-10
  - 函館営業所 - 所在地：北海道函館市港町1-35

## 管轄路線
全路線が第二種鉄道事業路線である。
| 線名               | 区間                | 営業キロ | 第一種鉄道事業者 | 備考 |
| ------------------ | ------------------- | -------- | ---------------- | --- |
| 海峡線             | 木古内駅 - 中小国駅 | 87.8km   | 北海道旅客鉄道   | 木古内駅 - 新中小国信号場間は北海道新幹線と共用。 新中小国信号場 - 中小国駅間は東日本旅客鉄道津軽線との重複区間。 |
| 石勝線             | 南千歳駅 - 新得駅   | 132.4km  | 北海道旅客鉄道   | |
| 石北線             | 新旭川駅 - 北見駅   | 181.0km  | 北海道旅客鉄道   | |
| 宗谷線             | 旭川駅 - 名寄駅     | 76.2km   | 北海道旅客鉄道   | 北旭川駅以北は定期貨物列車なし（名寄駅はORS）。                                                                   |
| 千歳線             | 沼ノ端駅 - 白石駅   | 56.6km   | 北海道旅客鉄道   | |
| 根室線             | 滝川駅 - 富良野駅   | 54.6km   | 北海道旅客鉄道   | |
| 根室線             | 新得駅 - 釧路駅     | 172.1km  | 北海道旅客鉄道   | 釧路貨物駅 - 釧路駅間は事業免許のみ保有。                                                                         |
| 函館線             | 五稜郭駅 - 長万部駅 | 108.9km  | 北海道旅客鉄道   | 別途、七飯駅 - 大沼駅間に下り列車専用の藤代支線あり（営業キロ設定なし）。                                         |
| 函館線             | 苗穂駅 - 旭川駅     | 134.9km  | 北海道旅客鉄道   | |
| 函館線             | 大沼駅 - 森駅       | 35.3km   | 北海道旅客鉄道   | 砂原支線 |
| 室蘭線             | 長万部駅 - 岩見沢駅 | 211.0km  | 北海道旅客鉄道   | |
| 道南いさりび鉄道線 | 五稜郭駅 - 木古内駅 | 37.8km   | 道南いさりび鉄道 | |

## 車両工場
- 苗穂車両所
- 輪西車両所

## 車両基地
- 苗穂車両所（苗）
- 五稜郭機関区（五）

## 乗務員区所
- 札幌機関区
  - 旭川派出
  - 帯広派出
- 五稜郭機関区
- 五稜郭機関区室蘭派出

## 保全センター
- 北海道保全技術センター

## 管内の駅
2024年4月1日現在の駅一覧。この書体で*印が付く駅は、鉄道コンテナ貨物の取扱駅。
- 石北線
  - 北見駅*
- 宗谷線
  - 新旭川駅・北旭川駅*・名寄駅
- 千歳線
  - 島松駅
- 根室線
  - 赤平駅・富良野駅*・帯広貨物駅*・音別駅・釧路貨物駅*
- 函館線
  - 函館貨物駅*・苗穂駅・札幌貨物ターミナル駅*・茶志内駅・滝川駅*・近文駅
- 室蘭線
  - 陣屋町駅・本輪西駅・東室蘭駅*・萩野駅・苫小牧貨物駅*
- オフレールステーション (ORS)
  - 名寄ORS・小樽築港ORS・中斜里ORS

### 廃駅
- 1987年（昭和62年）7月13日廃止 - 幌内駅
- 1988年（昭和63年）4月25日廃止 - 歌志内駅
- 1989年（平成元年）
  - 4月1日廃止 - 赤平駅[信頼性要検証][1]
  - 8月1日廃止 - 浜釧路駅
- 1990年（平成2年）4月1日廃止 - 豊沼駅・沼ノ沢駅
- 1992年（平成4年）4月1日廃止 - 上砂川駅・札内駅
- 1997年（平成9年）11月1日廃止 - 江別駅
- 1999年（平成11年）3月31日廃止 - 留萌駅
- 2002年（平成14年）4月1日廃止 - 函館駅・中斜里駅・美幌駅
- 2006年（平成18年）4月1日廃止 - 釧路駅・手稲駅
- 2024年（令和6年）4月1日廃止 - 東鹿越駅